# Steinway & Sons

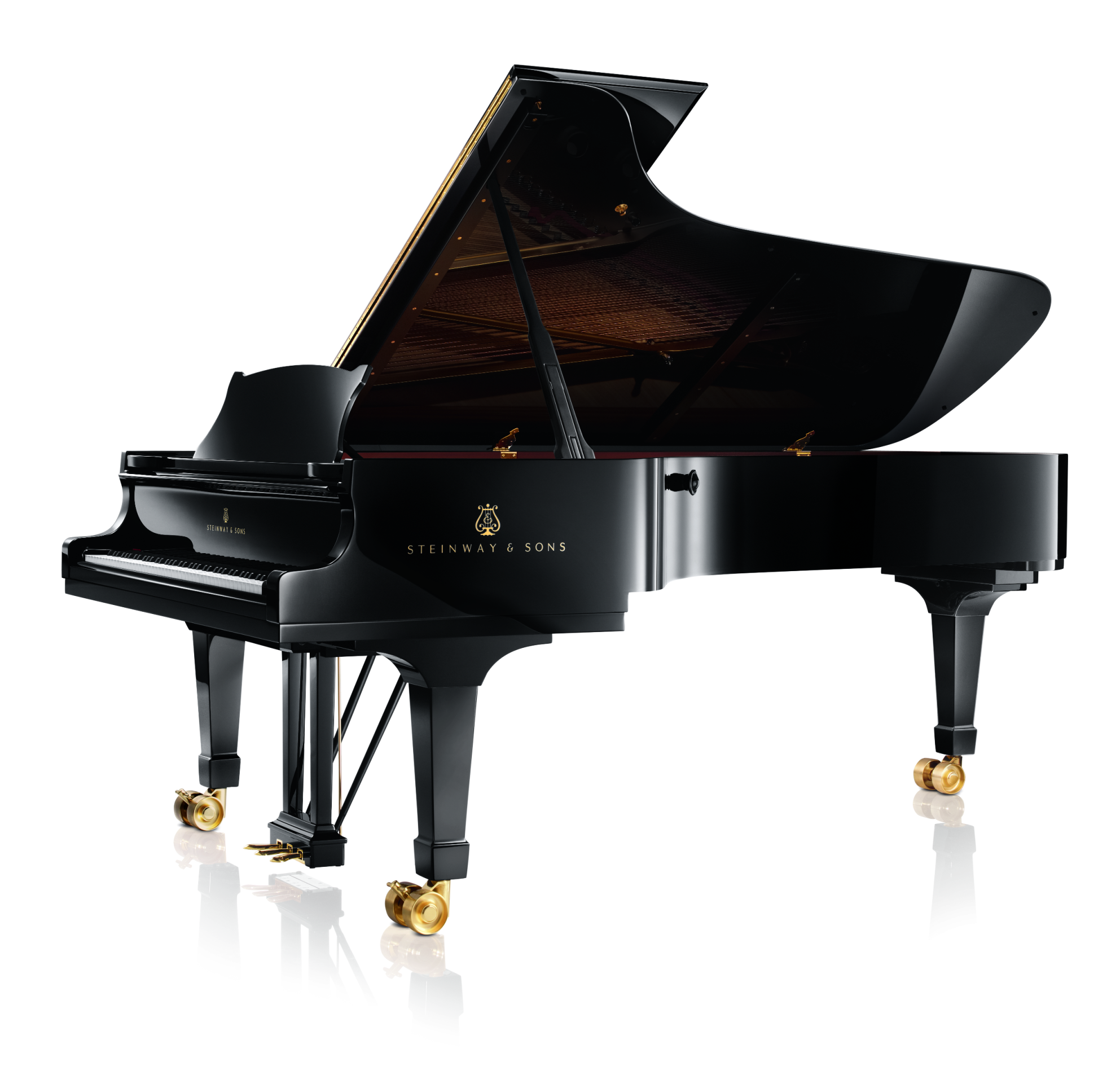
Steinway-Flügel (Modell D-274 aus der Steinway-Fabrik Hamburg)

Steinway & Sons (oft Steinway genannt) ist ein deutsch-US-amerikanischer Hersteller von Flügeln und Klavieren. Das Unternehmen wurde von Heinrich Engelhard Steinweg (Henry E. Steinway) und seinen Söhnen 1853 in New York City (Manhattan) gegründet.
Flügel und Klaviere der Marke Steinway & Sons werden in Hamburg und New York (Queens) gefertigt. Steinway & Sons fertigt Flügel und Klaviere außerdem in Japan mit der Markenbezeichnung Boston und in China mit der Markenbezeichnung Essex. Zum Vertriebsnetz gehören die Steinway-Häuser.
Das Mutterunternehmen, die Aktiengesellschaft Steinway Musical Instruments, die viele weitere Musikinstrumentenhersteller und -marken besitzt, wurde 2013 von John Paulsons Paulson & Co. gekauft und von der Börse genommen.

## Geschichte

### Die Familie Steinway

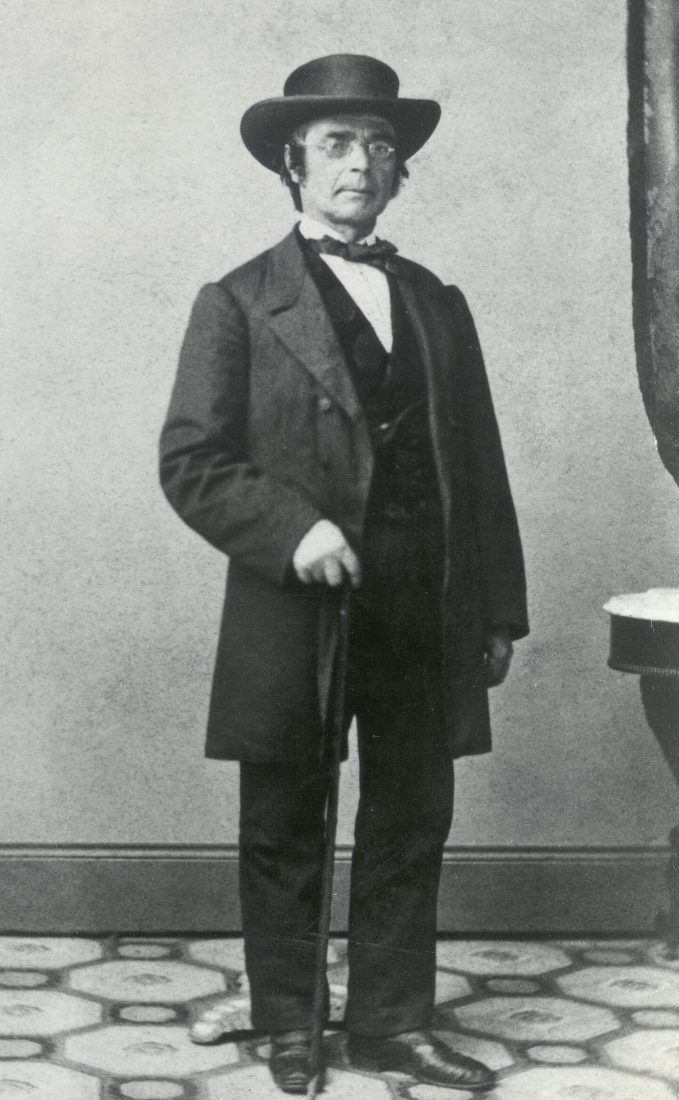
Heinrich Engelhard Steinweg (Henry E. Steinway) fotografiert von Mathew B. Brady

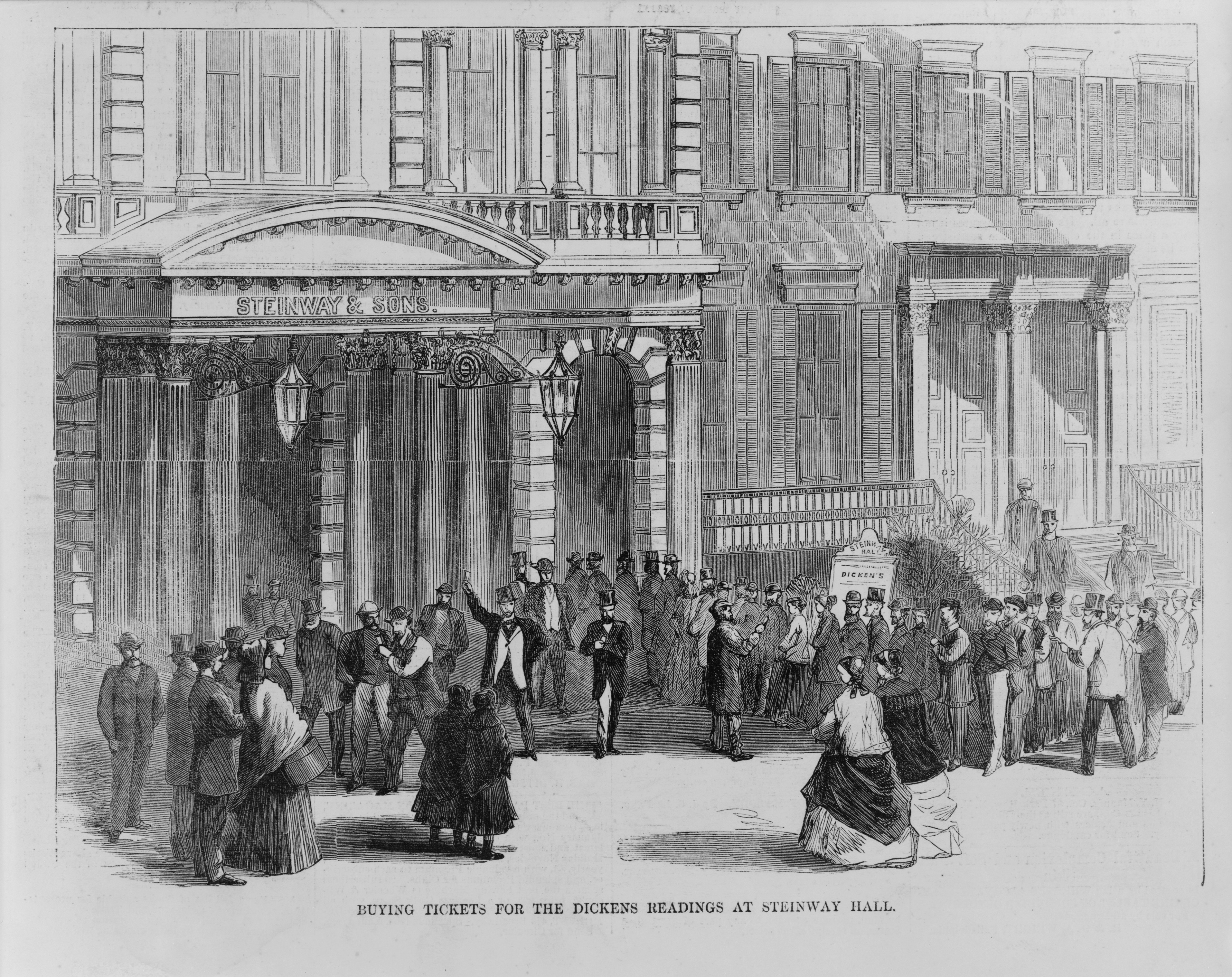
Zuschauer, die Eintrittskarten für eine Charles-Dickens-Lesung in der Steinway Hall in New York 1867 kaufen

Der gebürtige Deutsche Heinrich Engelhard Steinweg war gelernter Möbeltischler, später wurde er Orgelbauer und Kirchenorganist. Aus musikalischem Interesse beschäftigte er sich mit dem Bau von Musikinstrumenten. In der Küche seiner Wohnung fertigte Steinweg 1836 seinen ersten Flügel, der heute Küchenflügel genannt wird und noch erhalten ist.
Aus wirtschaftlichen Gründen wanderte er mit seiner Frau Juliane (Johanna Juliane Henriette Thiemer), drei Töchtern und vier seiner Söhne 1850 in die USA aus. Der zweitälteste Sohn Karl war schon ein Jahr zuvor, 1849, kundschaftend in die USA gegangen. In New York nahm die Familie den anglisierten Nachnamen Steinway an, auch die Vornamen wurden anglisiert. Anfangs arbeiteten Henry E. Steinway und seine Söhne in verschiedenen Klavierfabriken, bis sie sich 1853 als Familienunternehmen selbständig machten. Schnell stellte sich für Henry E. Steinway mit seinem amerikanischen Familienunternehmen Steinway & Sons der Erfolg ein. Ein weiterer Sohn, C. F. Theodor, war in Deutschland verblieben und führte das väterliche Geschäft fort. Wenig später siedelte er den Betrieb nach Wolfenbüttel um. Mit der Aufnahme von Friedrich Grotrian als Geschäftspartner wurde der Betrieb ein weiteres Mal ins benachbarte Braunschweig verlegt. Trotz der räumlichen Distanz entwickelte die Familie einen regen, bis heute dokumentierten Schriftverkehr, um sich über den Fortschritt in der Klavierbautechnik auszutauschen.
Die Steinway-Söhne Heinrich (Henry Jr.) und Karl (Charles) starben im März 1865. Auf dringlichen Wunsch der Familie siedelte nun auch C. F. Theodor in die USA über, um in der Nachfolge seiner verstorbenen Brüder in die Geschäftsführung von Steinway in New York einzutreten. Er verkaufte noch im gleichen Jahr die Familienanteile am Braunschweiger Unternehmen für 20.000 Taler an Wilhelm Grotrian, Sohn und Erbe seines verstorbenen kurzzeitigen Partners Friedrich Grotrian, und an die Mitarbeiter Adolf Helfferich und H. O. W. Schulz. Die Instrumente des Braunschweiger Unternehmens sollten gemäß Kaufvertrag noch zehn Jahre lang den Verweis auf Th. Steinweg Nachfolger tragen dürfen und in Lizenz nach Plänen der US-Konstruktionen gebaut werden. Sie wurden mit Grotrian, Helfferich, Schulz, Th. Steinweg Nachfolger auf der Tastaturklappe beschriftet und trugen bis 1875 auch – wie die US-Instrumente – die charakteristischen Kurven der Wangen von Erard, des Flügels, der den Steinway-Technikern als Vorlage gedient hatten. Es gibt aus der Zeit um 1875 sogar Instrumente aus Braunschweig, in deren Tastenklappe Steinway New York, Braunschweig steht. Aus dem Braunschweiger Unternehmen entstand Grotrian-Steinweg. Unterschiedliche Sichtweisen zu den Namensbezeichnungen lösten in den folgenden Jahrzehnten zwischen Steinway und Grotrian-Steinweg eine Vielzahl an Rechtsstreitigkeiten aus.
C. F. Theodor (C. F. Theodore) folgte dem Ruf der Familie nach New York. Henry E. Steinway verstarb am 7. Februar 1871 im Alter von 74 Jahren. Sein ältester Sohn C. F. Theodore sowie die beiden jüngeren Söhne Wilhelm (William) und Albert übernahmen die Leitung des Unternehmens. William war Hauptanteilseigner und Vorsitzender der Geschäftsführung, der jüngste Sohn Albert der Leiter der Fabriken und der älteste Sohn C. F. Theodore der Entwickler. William ging in die Steinway-Geschichte als Marketing-Genie ein. Er war der Erfinder der Steinway Hall, der Steinway-Concert & Artist-Abteilung sowie zusammen mit C. F. Theodore Wegbereiter der Hamburger Fabrik, die die beiden 1880 eröffneten und zunächst zu zweit besaßen. C. F. Theodore entwickelte in den nächsten Jahren viele der Steinway-Patente, orientierte sich an der Forschung zur Akustik und ließ sich hierzu von dem Physiker Hermann von Helmholtz beraten, dem um 1870 für seine Forschungsarbeiten von Steinway ein großer Konzertflügel zur Verfügung gestellt wurde. Der Flügel wurde von New York nach Berlin geschickt und dort von Carl Bechstein in Empfang genommen, auch die Steuer von 20 Thalern wurden von Bechstein bezahlt. Diese 20 Thaler wurden Bechstein von William persönlich erstattet. Dieser Flügel wird heute im Deutschen Museum in München ausgestellt. Wesentliches Ergebnis dieser Untersuchungen war die für Steinway patentierte Duplex-Skala, die genaue Bestimmung der mit den Saiten mitschwingenden Anhanglängen und damit die Möglichkeit, diese den Ton im Diskant bereichernden Nebenschwingungen zu stimmen.
C. F. Theodore setzte sich auch gegen seine Brüder mit dem Wunsch durch, ein aufrecht stehendes Klavier zu bauen. Sein Bestreben war es, neben dem Bau hochwertiger Flügel immer auch preisgünstigere Instrumente für breitere Bevölkerungsschichten anbieten zu können und Herstellungstechniken zu optimieren. Zwischen den Steinway-Söhnen C. F. Theodore, Henry Jr. und Charles hatte es, auch zuvor schon in den Jahren der Trennung, einen intensiven Schriftverkehr über den Atlantik hinweg und auch einen brüderlichen Wettstreit um die besten Wege in der Klaviertechnik gegeben. Letztlich entschied das Schicksal, indem C. F. Theodore nach dem Tode seiner Brüder in der Familie neben seinem Vater als einziger Techniker verblieb. Mit der grundlegenden Neugestaltung der Flügel (Klaviaturmechanik von 1871, einteiliger Gussrahmen in Kuppelform, Längsstreben über der Saitenanlage, mit abgedecktem Stimmstock, Prototypen 1869, Konzertflügel 1875, mit dem Rim-Gehäuse aus verleimten Holzdickten 1878) und deren konsequenter Umsetzung in allen Flügelgrößen entstammten nach 1886 (Einführung des Semikonzertflügels C-227) alle Instrumente der Handschrift C. F. Theodores. Mit der Style II-Flügelgröße, Vorläufer des C-227, verschwanden die Instrumente nach Konstruktionen Henry Jr. aus der Produktion.
C. F. Theodore ging nach Jahren in New York im Alter wieder nach Deutschland zurück; er starb am 26. März 1889 in Braunschweig. William leitete die Geschicke des Unternehmens noch über viele Jahre bis zu seinem Tode 1896. Er arbeitete ab 1891/1892 auch mit Gottlieb Daimler zusammen und baute in der Rikers-Fabrik in Queens Daimler-Wagen in Lizenz. Er verstand es auch, passende Nachfolger in der Familie in die richtigen Positionen zu heben. William wurde am 21. Januar 1896 von Kaiser Franz Joseph I. zum k.u.k. Hoflieferanten ernannt. William starb am 30. November 1896. Williams Neffen Charles H. und Frederick übernahmen nun die Führung, ihr Vetter Henry Ziegler wurde Leiter der Forschungsabteilung.
Steinway war außerdem britischer, italienischer, preußischer, sächsischer, osmanischer, spanischer, norwegischer, schwedischer und russischer Hoflieferant.

### Das Unternehmen Steinway

#### Ende 19. Jahrhundert

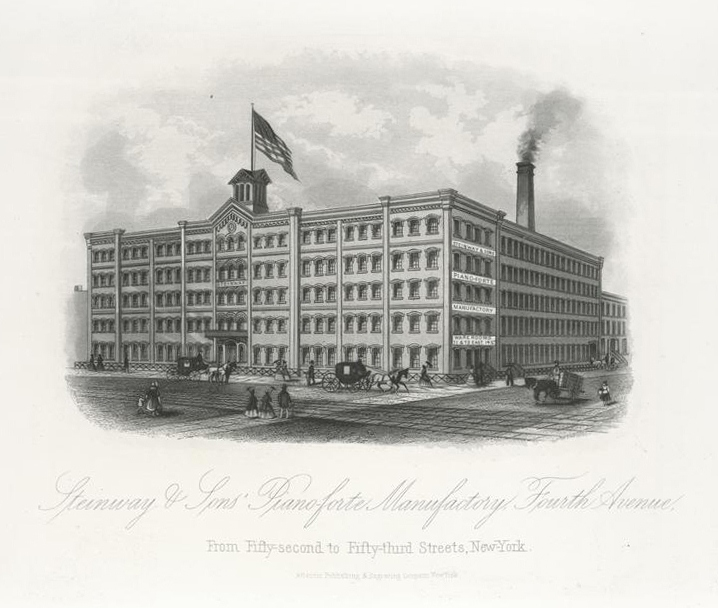
Steinway-Fabrik an der 4. Avenue, 52. Straße, Manhattan, New York, 1876

Die Herren Steinway begannen nach offizieller Firmenhistorie in einem Hinterhof der Varick Street 85, wo mit der Baunummer 483 ein Tafelklavier entstand, das die Baunummernzählung von Steinweg-Instrumenten aus Deutschland fortsetzen sollte und das erste in den USA gefertigte Tafelklavier von Steinway wurde. Das Gehäuse war noch von dem angesehenen Klavierbauunternehmen Pirsson eingekauft worden, wo einer der Söhne als Arbeiter beschäftigt war.
Aus der Literatur und dem New Yorker Zensus von 1851 ergibt sich, dass bereits im Wohnhaus der Steinways in der Hester Street Nr. 199 Klaviere und deren Teile als zweites Standbein neben der Arbeitnehmer-Tätigkeit gefertigt wurden. Der Zensus weist an derselben Adresse neben Heinrich Steinweg und seiner Familie auch Theodore Vogel, piano maker, und seine Frau Wilma Vogel aus – niemand anderer als Wilhelmina Steinweg, eine der drei Steinweg-Töchter, die damals bereits mit dem späteren Steinway-Vorarbeiter Vogel verheiratet war. Das steinerne Steinweg-Wohnhaus war neben den Wohnzwecken auch eine Klavierbauwerkstatt.
Fostle weist u. a. die Beschaffung einer Kran-Schiene für 60 USD für das Wohnhaus Hester Street 199 nach. Die Steinwegs verkauften ihre Heimarbeits-Produktion an mehrere Händler auf dem Broadway, die die Klaviere unter Eigennamen verkauften – eine Praxis des oftmals täuschigen „Stenciling“, die später von William Steinway vor allem gegen den Billigklavier-Fabrikanten Joseph Hale scharf bekämpft wurde. Beim Stenciling wurde oft auf eine winzige Abwandlung eines bekannten Namens gesetzt, um einerseits den Kunden irrezuführen, ein sehr bekanntes, begehrtes Klavier zu erwerben, andererseits aber sich herausreden zu können, dass der Name schließlich ein anderer sei als der des Klavierfabrikanten, der sich über die Namensverwendung beschweren wollte, als Beispiel „Steinmay & Son“ oder „Stimway & Sons“. Der Autor Fostle belegt diese Aktivitäten minutiös. In Fostles Buch erkennt man eine enorm fleißge Immigranten-Familie, deren Firmenbeginn dann doch etwas anders war als später vom Marketing kundgegeben.
Fostle bezweifelt auch, dass die Lücke vor den angeblich 483 Klavieren so groß war, dass sie aus der Summe der in Seesen und in der Hester Street 199 hergestellten Klavieren gefüllt werden könne – er schätzt die Anzahl auf etwas weniger, nur ca. 300 Tafelklaviere, die vermutlich vor der offiziellen Steinway-Unternehmensgründung entstanden sind. Auch das Datum der Gründung ist im Detail zu hinterfragen; die Familie nennt als Datum den 5. März 1853, das ident ist mit dem 18. Geburtstag von Sohn Wilhelm/William, jedoch war allgemein in New York der 1. Mai der Umzugstag für Privatleute und Gewerbe. William wurde zu Anfang nicht in die Riege der Anteilseigner Heinrich, Karl/Charles und Henry Jr. aufgenommen, weil er mit 18 noch zu jung war – an seinem 21. Geburtstag am 5. März 1856 wurde er dann volljährig und Anteilseigner.
Mit dem späteren Tod seiner Brüder Charles und Henry jr. in 1865 und dem Tod des Vater 1871 übernahm William deren Anteile zur Verwaltung für die Witwen, was ihn mitsamt seinen eigenen Anteilen zum unangefochtenen Vorstandsvorsitzenden machte. Auch der jüngste Sohn Albert starb in jungen Jahren, in 1877 (im selben Jahr wie die Mutter Juliane), nachdem er lange Jahre der Produktionsleiter der Fabrik an der 4th Avenue war, und im Amerikanischen Bürgerkrieg eine Militärkarriere erwogen hatte.
Die Steinways mieteten in den folgenden sieben Jahren zwischen 1853 und 1860 eine Vielzahl teils heute nicht mehr nachvollziehbarer Werkstätten im Süden Manhattans an, um ihr schnell expandierendes Unternehmen zu betreiben. Bekannt ist die erstmalige Anmietung der Werkstatt Varick Street 85 für ein Jahr, sodann ca. drei Werkstätten im Süden Manhattans, dann nochmals auch wieder Varick Street 85, weiter ein Holzlagerplatz in der 23. Straße, bevor dann 1860 die große Fabrik an der 4th Avenue und 52nd Street East die Aktiväten der Produktion zu bündeln erlaubte.
Eine große Hilfe waren auch die Töchter Steinway, die – obwohl von Vater und Brüdern aus der Unternehmensleitung herausgehalten – sich als Verkaufstalente betätigten, sowie die Mutter Juliane, die die Bücher führte – der Vater war zwar handwerklich sehr beschlagen, aber des Lesens und Schreibens nicht kundig.
Zunächst fertigten Steinway & Sons Tafelklaviere, die in den USA noch große Verbreitung hatten. Erst drei Jahre nach der Unternehmensgründung, 1856, wurde mit den Baunummern 791 und 792 das erste Paar Flügel in den USA hergestellt (im April Fertigung des Gehäuses #791, im November Politur des Instrumentes). Schnell stellte sich für Henry E. Steinway mit seinem amerikanischen Familienunternehmen Steinway & Sons der Erfolg ein. 1855 bereits hatte man mit einem Tafelklavier auf der Ausstellung im Crystal Palace einen großen Erfolg, das mit einer Goldmedaille ausgezeichnet wurde.
1860 bereits, nur sieben Jahre nach Unternehmensgründung, erbaute man auf dem kompletten Block zwischen der 52. und 53. Straße an der 4th Avenue eine große Klavierfabrik, die nach dem Kapitol in Washington den zweitgrößten umbauten Raum des amerikanischen Kontinents umfasste. Frühzeitige Ausstellungserfolge hatten 1855 im Crystal Palace eine hohe Nachfrage nach den außergewöhnlich gut gefertigten Instrumenten erzeugt.
Die ersten Steinway-Flügel wurden ab 1856 zunächst noch als sogenannte „Geradsaiter“ gefertigt, zunächst als verbesserte Kopien der in Europa als führend betrachteten Instrumente von Sébastien Érard. Als Reverenz an Erard bauten die Steinwegs die Lisenen, die Gehäuse-Seitenkonturen neben der Klaviatur, mit dem gleichen V-Profil wie Erard. Im Gegensatz zu Erard war allerdings gleich anfangs schon der Rahmen der Flügel einteilig gegossen. Zudem war der Sohn Henry Jr. extrem erfolgreich in der Schaffung ausgezeichneter Resonanzböden. Wesentlicher Schritt zum Erfolg war dann die Integration des bei Tafelklavieren und Pianinos bereits bekannten kreuzsaitigen Bezuges in die (anfangs selten verkauften) Flügel, mit dem die umsponnenen Saiten des Bassbezuges die Saiten der Mittellage kreuzen („Overstrung Scale“, Entwicklung ab 1858, Patent von 1859). Dies verlagert die Schwingungen der Basssaiten mit dem Basssteg mehr zur Mitte des Resonanzbodens hin und erbringt so eine bessere Klangentfaltung. Die Bassüberkreuzung und der einteilig gegossene Rahmen in Kuppelform (Cupola) wurden als wichtigste Merkmale des Steinway-Systems sehr früh von vielen Klavierproduzenten kopiert. Die zuerst gefertigten Flügel waren zwischen 1856 und 1861 in Konzertflügel-Länge, um 1861 entstand das sehr langjährige Erfolgsmodell des „Parlor Grand“, ein bass-überkreuzter Siebenfuß-Flügel der Länge um 220 cm. Er hielt sich in der Produktion bis 1886, als er vom heutigen C-Flügel C-227 abgelöst wurde.
Im Jahr 1866 wurde die von William Steinway entwickelte Steinway Hall in New York eröffnet, eine Kombination aus Konzertsaal und Verkaufsräumen, die, wie sich schnell herausstellte, sehr werbewirksam und erfolgreich war. Konzertbesucher passierten auf ihrem Weg in den Konzertsaal im Obergeschoss zweimal die ausgestellten Klaviere und Flügel. In der Folge von Handelsaktivitäten in Europa und den Erfolgen auf der Weltausstellung in Paris entstand 1866 eine ca. fünf Jahre lang mit der Fa. Mangeot in Nancy betriebene Zusammenarbeit zur Fertigung von Flügeln (Parlor Grand Style II, ca. 220 cm lang) für den französischen und englischen Markt. Steinway lieferte Klanganlagen und Mechaniken, Mangeot fertigte die Flügelgehäuse, baute die New Yorker Komponenten ein und vertrieb die komplettierten Instrumente sowie andere aus New York nach Europa verschiffte Steinway-Instrumente dann in Frankreich und Großbritannien.
William Steinway erwarb ab 1870 auf der benachbarten Long Island Land am Nordstrand und baute dort sowohl eine neue Fabrik, um den Auseinandersetzungen in Manhattan zu entgehen, als auch eine Siedlung für die Arbeiterschaft und – gemeinsam mit einem befreundeten, ebenfalls deutschstämmigen Brauereibesitzer – einen Vergnügungspark, wo sich heute der Flugplatz LaGuardia befindet. Eine nebenan gelegene Villa des Optikers Pike kaufte er ebenfalls. Diese Villa diente jahrzehntelang den Präsidenten von Steinway als Sommersitz. Die Fabrikation der „Rikers Plant“ begann um 1871 zunächst mit Klaviaturen – und als wesentlicher Fortschritt mit dem Betrieb einer eigenen Gießerei. Die Teile aus der Rikers Plant wurden mit einer Steinway-eigenen Fähre über den East River verbracht und in der Fabrik in Manhattan in der 52. Straße endmontiert. Die eigene Gießerei fertigte dann auch die schwersten Einzelteile der gesamten Klavierbaugeschichte, die massiv dimensionierten Gussrahmen der Konzertflügel, die aus den Jahren 1875–1884 über 300 Kilogramm wiegen. Hiermit machte Steinway sich von der Zulieferung von Betrieben im Umfeld von New York weiter unabhängig und kaufte letztlich nur noch Holz, Filz, Roheisen und Draht zu – alles andere in der Klavier- und Flügelherstellung entstand in eigener Fertigung.
Eine weitere Steinway Hall in London sollte 1875 folgen, einschließlich einer Fertigung von Flügeln, die aber nur über wenige Monate betrieben und zugunsten einer dann in Hamburg installierten Fabrikation fallengelassen wurde. 1875 wurde auch die Fertigung der Centennial Concert Grands begonnen, die mit ihrer erstmals verwendeten Vollgussplatte mit Stimmstockabdeckung und dem von C. F. Theodore Steinway zusammen mit dem Physiker Hermann von Helmholtz entwickelten System der Duplex-Skala im Jahr darauf als weltbeste Flügel auf der Weltausstellung in Philadelphia prämiert wurden. Ein Zeitgenosse von Franz Liszt benannte sie in einer angesehenen Musikzeitschrift als „Stradivari der Klaviere“. Richard Wagner erhielt anlässlich der Eröffnung seines Festspielhauses 1876 einen solchen Konzertflügel zum Geschenk. Diese 424 Instrumente, die schwersten und aufwendigst gebauten Serieninstrumente der Unternehmensgeschichte, sind unmittelbare Vorgänger der seit 1884 zu Zehntausenden nahezu unverändert gebauten, weltweit erfolgreichsten Konzertflügel des Modells D-274.

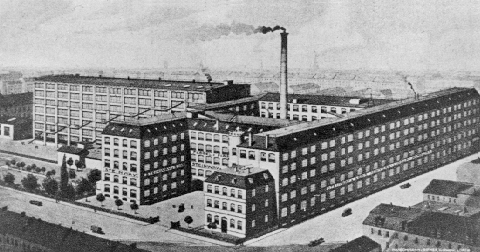
Steinway-Fabrik, Schanzenstraße, Hamburg, 1915

Der Klang und die robuste Bauweise von Steinway-Instrumenten setzten sich immer stärker durch. Aufgrund der großen Nachfrage wurde im Jahre 1880 eine zweite Fabrik in Hamburg eröffnet, um den europäischen Markt zu versorgen und um dort mit den europäischen Wettbewerbern zu konkurrieren. Mit der Gründung der Hamburger Steinway’s Pianofortefabrik wurden 1880 erstmals wieder Steinway-Klaviere in Deutschland produziert. Hier sollte der Bedarf für den europäischen Kontinent abgedeckt werden. Die Verwaltung war in der Schanzenstraße im Stadtteil Sternschanze untergebracht. Die Gründerväter William und C. F. Theodore sahen im Hamburger Freihafen einen Wettbewerbsvorteil. Erster Direktor der Hamburger Fabrik wurde C. F. Theodores enger Mitarbeiter Arthur von Holwede. C. F. Theodore leitete alle europäischen Operationen, während William, der Vorstandsvorsitzende, wieder zurück nach New York ging.
Die Hamburger Fabrik – zunächst im persönlichen Eigentum von William und C. F. Theodore – montierte anfangs lediglich aus New Yorker Zulieferungen, stellte sich aber mittels europäischer Zukaufteile stets eigenständiger auf, bis dann seit ca. 1906 das Hamburger Werk komplett selbständig fertigen konnte. Die Zulieferungen von New York an Hamburg, die Verrechnungspreise hierfür und die damals günstigere Preisgestaltung von in Hamburg gefertigten Instrumenten als interne Konkurrenz zu New Yorker Instrumenten waren zum Gegenstand familiärer und dann auch gerichtlicher Auseinandersetzungen mit einem Vertreter der Enkelgeneration geworden, welche die späten, ansonsten höchst erfolgreichen Lebensjahre von William Steinway überschatteten.

#### Erstes Drittel des 20. Jahrhunderts
Anfang 1900 stellte sich ein neues System zur Reproduktion von Klaviermusik als Verkaufsschlager heraus. Steinway belieferte in den folgenden Jahren Hersteller von mechanischen Einbausystemen für Reproduktionsklaviere, z. B. M. Welte & Söhne aus Freiburg, die das berühmte System Welte-Mignon einbauten, sowie die Aeolian Company, die das Duo-Art-System entwickelt hatte, mit Klavieren und Flügeln.

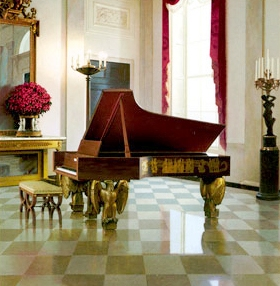
Steinway-Flügel von 1938 im Weißen Haus

Im Jahre 1903 wurde das 100.000. Instrument fertiggestellt, ein Konzertflügel in Sonderausführung, der als Geschenk an das amerikanische Volk ging und 35 Jahre lang im Weißen Haus in Gebrauch war. Der Flügel wurde 1938 durch das Instrument mit der Seriennummer 300.000 ersetzt, ebenso ein Konzertflügel in Sonderausführung, der bis heute im Weißen Haus steht. Diese sogenannten Art Case Pianos wurden ein weiteres Geschäftsfeld von Steinway. Die Kunstinstrumente wurden für viele berühmte Familien gefertigt. Auch Künstler und Architekten verewigten sich in Gehäusen von Steinway & Sons-Flügeln und -Klaviere.
Die Kapazität der Produktion wurde aufgrund der hohen Nachfrage zunächst ständig ausgeweitet. Steinway baute auf dem Ditmars-Hügel in Queens, etwa drei Kilometer südlich des Strandes, eine weitere Fabrik, die Ditmars Plant. Als dann in Folge des Black Friday die Nachfrage in den USA zum Erliegen kam, wurden sowohl die noch recht junge Ditmars Plant als auch die Fabrik in Manhattan aufgegeben und die amerikanische Fertigung von Steinway-Instrumenten komplett in der Rikers Plant durchgeführt, wo sie auch heute noch angesiedelt ist.
Eine neue Produktionsstätte im Hamburger Stadtteil Bahrenfeld führte seit 1928 zur Erweiterung der Kapazität.

#### Zweiter Weltkrieg
Während des Zweiten Weltkrieges wurden im Werk in New York Lastensegler aus Holz gebaut, um sie im Krieg in Europa einzusetzen. Außerdem wurde noch eine besondere Klaviereinheit gefertigt, das Victory Vertical oder G. I. Piano, ein olivgrünes kleines Klavier, welches, zusammen mit dem Hocker in einer Kiste verpackt, aus dem Flugzeug abgeworfen werden konnte, um die GIs mit Musik zu versorgen.
Das Werk in Hamburg wurde, da es sich in amerikanischen Händen befand, faktisch stillgelegt, von 1941 bis 1944 wurden dort nur ca. 100 Instrumente pro Jahr gebaut, die Holzvorräte wurden zu Gewehrkolben und Särgen verarbeitet. Gegen Ende des Kriegs wurde das Hamburger Werk von Bomben getroffen und schwer beschädigt. Die Produktion von Instrumenten wurde in Hamburg erst 1948 wieder aufgenommen.

#### 1960er- bis 1990er-Jahre
In den USA machten Probleme mit einer 1961 in die New Yorker Produktion eingeführten Neuerung von sich reden: mit der Permafree-Buchsenlagerung wurden die hundertfachen winzigen Lagerungen von Hämmern und Repetitionsgliedern im Innern der Flügelmechanik von Filz auf Teflon umgestellt. Da Teflon auf Veränderungen der Luftfeuchtigkeit weit weniger reagiert als das umgebende Holz, kam es teils zu störenden Klickgeräuschen, deren Ursache jedoch lange unerkannt blieb, weil sie meist nur zu bestimmten Jahreszeiten auftraten. 1982 verabschiedete sich Steinway von den Teflon-Buchsen und führte wiederum Filz ein, nun mit einem Teflon enthaltenden Spezialschmierstoff imprägniert.
In Hamburg wurden in den 1960er-Jahren weit über 1000 Flügel im Jahr hergestellt und verkauft. Die Lieferzeit für einen Steinway-Flügel betrug ab Bestellung oft mehr als ein Jahr. In den folgenden Jahren wurden aber Investitionen vernachlässigt, was dazu führte, dass für den modernen Markt benötigte Produktionsstätten veraltet waren und man nicht in der Lage war, auf Nachfrage des Marktes höhere Stückzahlen zu produzieren. Das Unternehmen Steinway war dadurch nicht mehr länger lukrativ genug. Wegen des Kapitalbedarfs und aus Problemen um eine Familiennachfolge traf die Familienleitung von Steinway den Entschluss, zu verkaufen. 1972 ging das Unternehmen in den Besitz des amerikanischen Medienunternehmens Columbia Broadcasting System (CBS) über, zu der z. B. auch Fender-Gitarren und Electro-Musik gehörten. Henry Ziegler Steinway, der letzte Steinway in der Geschäftsleitung, blieb auch für CBS und Nachfolger als angestellter Manager an Bord; er widmete sich mit den Jahren mehr und mehr repräsentativen Aufgaben. 1985 verkaufte CBS das Unternehmen an drei Bostoner Unternehmer der Birmingham-Familie. Diese gründeten eine neue Holdinggesellschaft, die Steinway Musical Properties.

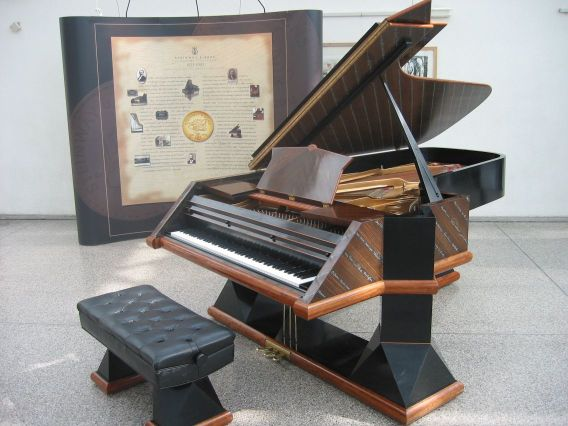
Steinway-Instrument Nummer 500.000 von 1988

1986 wurde das Steinway-Instrument mit der Nummer 500.000 gefertigt. In das Sondermodell sind die Unterschriften von mehreren Hundert Steinway Artists eingraviert. Im Jahre 1995 fusionierte Steinway & Sons mit Selmer Company zum größten Musikinstrumentenhersteller der USA mit dem Namen Steinway Musical Instruments mit Sitz in Queens, New York. Von 1996 an wird Steinway Musical Instruments an der New Yorker Börse (NYSE) unter LVB (Ludwig van Beethoven) geführt. Das Unternehmen ist zu 100 % an seinen Tochtergesellschaften Steinway Piano Company und Conn-Selmer beteiligt.

#### 21. Jahrhundert
Im Jahre 2003 feierte Steinway & Sons in der New Yorker Carnegie Hall das 150-jährige Bestehen mit drei großen Konzerten der Musiksparten Klassik, Jazz und Pop. 2005 feierte dann auch die Fabrikation in Hamburg ihr 125-jähriges Bestehen in der Laeiszhalle in Hamburg. Zu den Gratulanten gehörten zahlreiche Steinway-Händler aus der ganzen Welt, der Steinway Artist Lang Lang und der damalige Erste Bürgermeister der Stadt Hamburg Ole von Beust.
Im Jahre 2013 wurde Steinway Musical Instruments, und damit auch Steinway & Sons, für 512 Millionen US-Dollar an den Hedgefonds-Manager John Paulson verkauft. Paulson versicherte, dass sich an der Qualität der Musikinstrumente nichts ändern werde. Bloomberg meldete im August 2018, dass der Mischkonzern China Poly Group interessiert sei, Steinway Musical Instruments zu erwerben. Der Verkaufspreis werde auf rund eine Milliarde US-Dollar taxiert.
2020 waren etwa 40 Prozent aller neuen Flügel mit einem System namens Spirio ausgerüstet. Spirio-Flügel können selbst spielen; die Stärke des Anschlags wird fein dosiert: 1024 Stärken sind möglich. (siehe auch Reproduktionsklavier#Spirio)
Im April 2022 kündigte Steinway an, zum zweiten Mal an die New Yorker Börse gehen zu wollen. Im Mai 2023 wurde diese Ankündigung zurückgezogen.

## Produktion
Jährlich produziert Steinway etwa 3000 Flügel und 600 Klaviere – bis Anfang 2016 wurden weltweit insgesamt rund 600.000 Instrumente hergestellt. Der Bau eines Steinway-Flügels dauert ohne die Trocknungszeiten des Holzes mehr als ein Jahr. Aus rund 12.000 Einzelteilen wird ein Flügel in Handarbeit zusammengesetzt.

### Zulieferer
Der Klaviermechanik-Hersteller Louis Renner gehört seit Juni 2019 zu Steinway & Sons und liefert die Mechanik in Einzelteilen.
Die Gussrahmen wurden anfangs von New Yorker Zulieferern bezogen, ab 1871 bis in die 1920er-Jahre goss Steinway in der Rikers Plant selbst. Dann schloss man aus Gründen des Arbeitsschutzes und wegen behördlicher Auflagen die eigene Gießerei und kaufte die Gussplatten wieder im US-Markt zu. Als immer mehr Gießereien schlossen und am Ende für Steinway nur noch der spezialisierte Zulieferer O. S. Kelly überblieb, kaufte Steinway das Unternehmen. Eine ähnliche Entwicklung war bei den Klaviaturen zu beobachten, Steinway bezieht Klaviaturen von ihrer Remscheider Tochtergesellschaft Kluge Keys. O. S. Kelly und Kluge beliefern auch Wettbewerber von Steinway.

### Individualität der Instrumente
Zwar werden die stets gleichen Konstruktionspläne und Materialien verwendet, trotzdem gleicht kein Instrument dem anderen. Aufgrund des Konstruktionsprinzips aus dem Klavierbau, die Instrumente zur Erzielung des Stegdrucks „auf Spannung“ zu bauen, fallen keine zwei Flügel wegen der individuellen Eigenschaften des verwendeten Holzes exakt gleich aus, was sich in der Klangentfaltung bemerkbar macht. Daher wählen viele Steinway-Käufer in den Auswahlsälen der Fabriken in Hamburg oder New York aus den dortigen Instrumenten den Flügel mit den gewünschten Klangeigenschaften aus. Hierzu sind in beiden Fabriken Auswahlsäle vorhanden, in denen die häufigst nachgefragten Instrumente der Baugrößen B-211 und D-274 für die Standardausführungen schwarz mitunter aus jeweils bis zu zwölf Exemplaren vom Kunden ausgewählt werden können.
Anhand der Fabrikationsnummer kann jedes Steinway-Instrument einem Produktionszeitraum zugeordnet werden. Die Marketingabteilungen geben auf Anfrage eines Instrument-Besitzers über den Fachhandel eine Kopie der Seite ihres Auslieferungsbuches als PDF-Dokument heraus. In den Auslieferungsbüchern ist seit 1853 festgehalten, an welchem Tag die Endabnahme eines Instrumentes erfolgte, und an welchen Kunden, Händler und Zielhafen ein Instrument gelangte. In den Instrumenten finden sich an bestimmten Stellen des Klaviaturrahmens und des Resonanzbodens kleine Namens-Markierungen der Fabrikarbeiter.

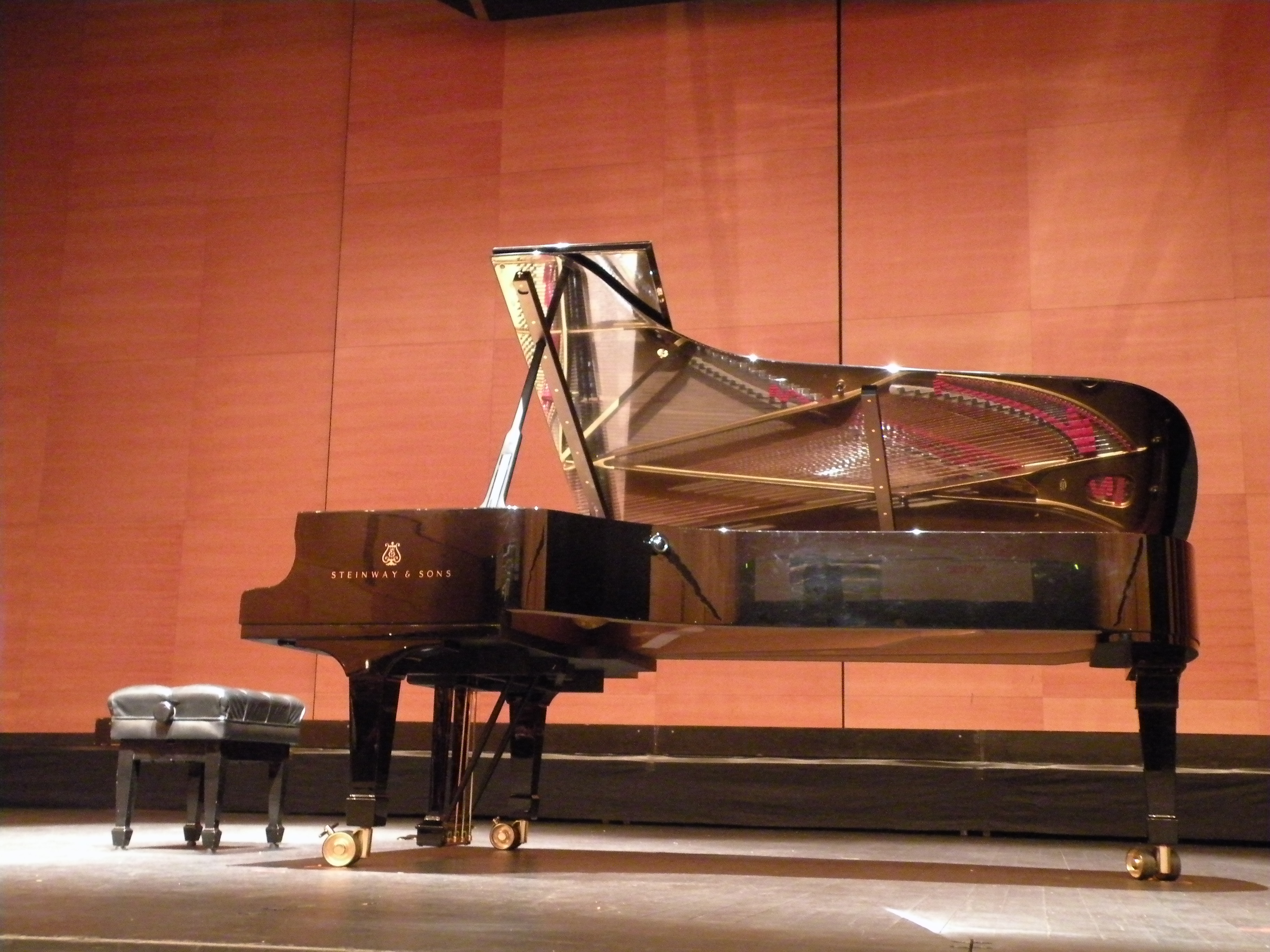
Steinway-Flügel D-274 auf dem Podium

### Hamburg und New York
In beiden Fabriken entstehen nahezu die gleichen Flügel. Unterschiede bestehen in der Klangkultur, der Gehäuseoptik und Lackierung.
Der Hamburger Steinway hat ein hochglanzpoliertes Gehäuse und eine abgerundete Tastenklappe und Seitenwangen, der früher New Yorker Steinway ein seidenglanzschwarz lackiertes Gehäuse und eine rechtwinklige Tastenklappe und Seitenwangen. Die New Yorker Fertigung in Queens, Long Island, baut Mechanikteile und Hämmer selbst, die Klaviaturen kommen aus Deutschland vom Tochterunternehmen Kluge (Remscheid); die Hamburger Fertigung baut ebenfalls Klaviaturen von Kluge ein, allerdings werden Hämmer und Mechanikteile von Louis Renner (Gärtringen) nach Vorgaben zugeliefert. Bei Hamburger Flügeln wird der Hammerfilz der Mittellagen nicht „getränkt“, nur der im Bass- und Diskantbereich.
Pianisten hatten und haben unterschiedliche Vorlieben und bevorzugten Instrumente aus der einen oder der anderen Fabrik. Vladimir Horowitz spielte einen Steinway D aus New York, der ihn auf seinen Konzertreisen begleitete. Artur Rubinstein spielte einen Hamburger Steinway D-274. Es gibt eine formelle geografische Aufteilung der Märkte, Steinway New York beliefert Nord- und Südamerika, Hamburg beliefert den Rest der Welt. Es ist jedoch auch möglich, ein Instrument aus der jeweils anderen Fabrikation zu ordern.
Steinway Hamburg fertigt sieben Flügelmodelle und ein Klaviermodell.
- Flügelmodelle: S-155, M-170, O-180, A-188, B-211, C-227, D-274
- Klaviermodell: K-132

Steinway New York fertigt sechs Flügelmodelle und ein Klaviermodell.
- Flügelmodelle: S, M, O, A, B, D
- Klaviermodell: K-52

Die in Hamburg produzierten Instrumente werden zur Spitzenklasse im Bereich Flügel und Klaviere gezählt, zusammen mit C. Bechstein, Blüthner, Bösendorfer, Fazioli, Petrof und Steingraeber.
Das Flügelmodell L wurde von 1922 bis 2006 als Ersatz für das Flügelmodell O produziert und verkauft.

### Modelle
| Modell  | Länge [cm] | Breite [cm] | Gewicht [kg] | Bauzeit seit |
| ------- | ---------- | ----------- | ------------ | ------------ |
| S-155 S | 155        | 146,5       | 252          | 1935         |
| M-170 M | 170        | 146,5       | 275          | 1911         |
| O-180 O | 180        | 146,5       | 280          | 1900         |
| A-188 A | 188        | 148         | 315          | 1878         |
| B-211 B | 211        | 148         | 345          | 1878         |
| C-227   | 227        | 155         | 400          | 1886         |
| D-274 D | 274        | 156         | 480          | 1884         |

Die Modelle O und B können ab Werk mit dem Reproduktionssystem „Spirio“ ausgerüstet werden. Unter der Bezeichnung „Limited Edition“ werden extravagant bemalte und ausgestattete Flügel angeboten.
| Modell     | Höhe [cm] | Breite [cm] | Tiefe [cm] | Gewicht [kg] | Bauzeit seit |
| ---------- | --------- | ----------- | ---------- | ------------ | ------------ |
| K-132 K-52 | 132       | 152,5       | 68         | 305          | 1903         |

## Marken
Während unter dem Markennamen Steinway & Sons hochwertige Flügel und Klaviere aus Hamburg und New York vertrieben werden, sollen die Marken Boston und Essex das mittlere und das Einsteiger-Preissegment bedienen.
Flügel und Klaviere hergestellt von Steinway & Sons
- Steinway & Sons-Flügel und -Klaviere werden in Hamburg und New York gefertigt. Die hochwertige Produktserie umfasst insgesamt sieben Flügelmodelle und ein Klaviermodell.

Flügel und Klaviere designt von Steinway & Sons
- Boston-Flügel und -Klaviere werden unter Lizenz bei Kawai in Japan gefertigt. Viele Steinway-Patente sind in die Instrumenten-Serie eingeflossen, und alle Konstruktionen sind von Steinway & Sons. Die Produktserie umfasst fünf Flügel- und vier Klaviermodelle des mittleren Preissegments. In die Modellbezeichnung fließen die Bauart (GP für Grand Piano / UP für Upright Piano) und die Länge bzw. Höhe in cm ein.
- Essex-Flügel und -Klaviere werden unter Lizenz seit 2006 bei der Pearl River Piano Group in China gefertigt.[32] Die komplette Essex-Serie besteht aus eigenen Konstruktionen und umfasst zwei Flügel- und vier Klaviermodelle des unteren Preissegments. Analog zu Boston haben die Modellnamen ein vorangestelltes „E“ und die Buchstaben GP bzw. UP und wiederum das entscheidende Maß in cm.

## Steinway Artists

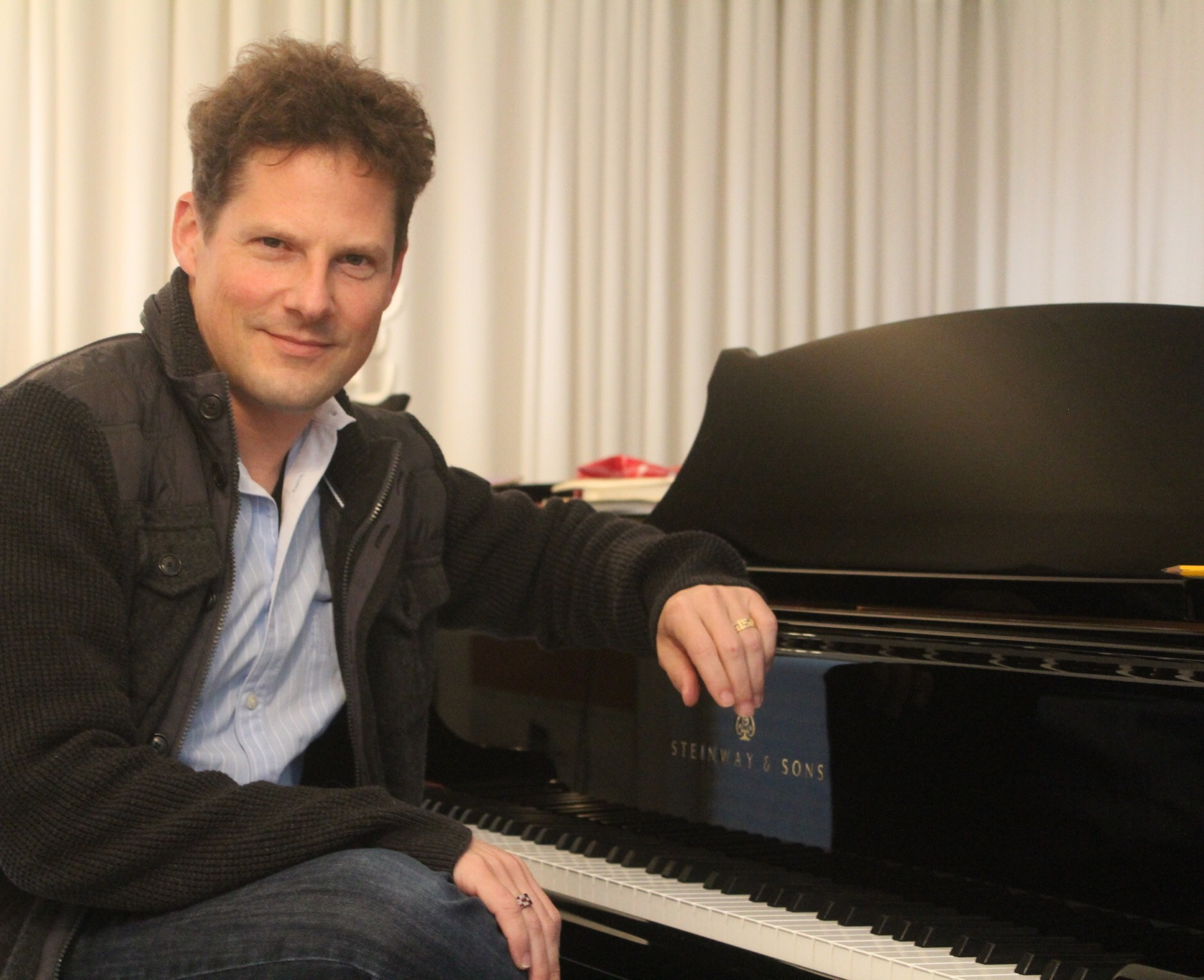
Steinway Artist Oliver Schnyder

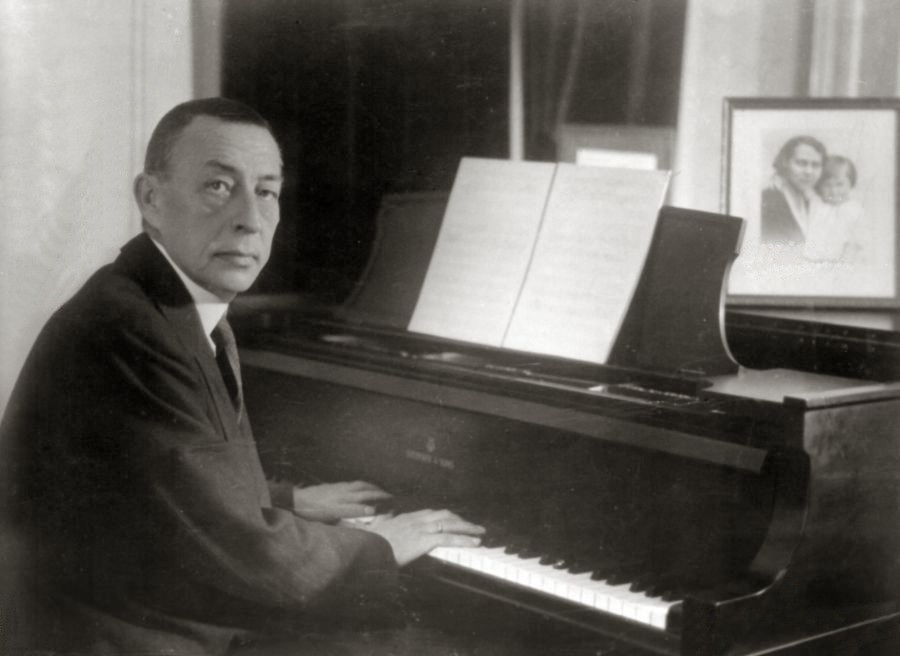
Immortal Steinway Artist Sergei Rachmaninow

Der Steinway-Konzertflügel Modell D-274 steht heute in vielen Konzerthäusern der Welt. Steinway kann seine Position auch dadurch festigen, dass viele Pianisten Steinway Artists (deutsch: Steinway-Künstler) sind und nur dann auftreten, wenn ein Steinway-Instrument zur Verfügung steht.
Die Idee der Steinway Artists stammt von William Steinway. Die großen Flügelhersteller der Zeit buhlten um die Gunst der Pianisten durch das Verschenken von Instrumenten. William engagierte hingegen 1873 den russischen Pianisten Anton Rubinstein für eine Konzerttournee in den USA. Rubinstein spielte 215 Konzerte in verschiedenen Städten in einer Gesamtzeit von 239 Tagen nur auf Flügeln des Unternehmens Steinway. Später spielte der Pianist Ignacy Jan Paderewski, nach dem auch eine Baureihe von Flügeln benannt wurde, in den USA 107 Konzerte in 117 Tagen. Paderewski reiste mit der Bahn von Ort zu Ort, in einem eigens angemieteten Salonwagen, in dem auch der Steinway-Flügel stand, auf dem er konzertierte. Dieser Flügel steht heute im National Museum of American Art.
Heute gehören weltweit mehr als 1700 Pianisten den Steinway Artists an, z. B. Daniel Barenboim, Harry Connick junior, Billy Joel, Jewgeni Kissin, Diana Krall und Lang Lang. Ferner listet Steinway mehr als 100 verstorbene Künstler als Immortals (deutsch: „Unsterbliche“) unter den Steinway Artists auf, z. B. Benjamin Britten, Duke Ellington, George Gershwin, Vladimir Horowitz, Cole Porter und Sergei Rachmaninow. Junge Steinway-Künstler und Ensembles sind zwei weitere Kategorien der Steinway Artists.

## Patente

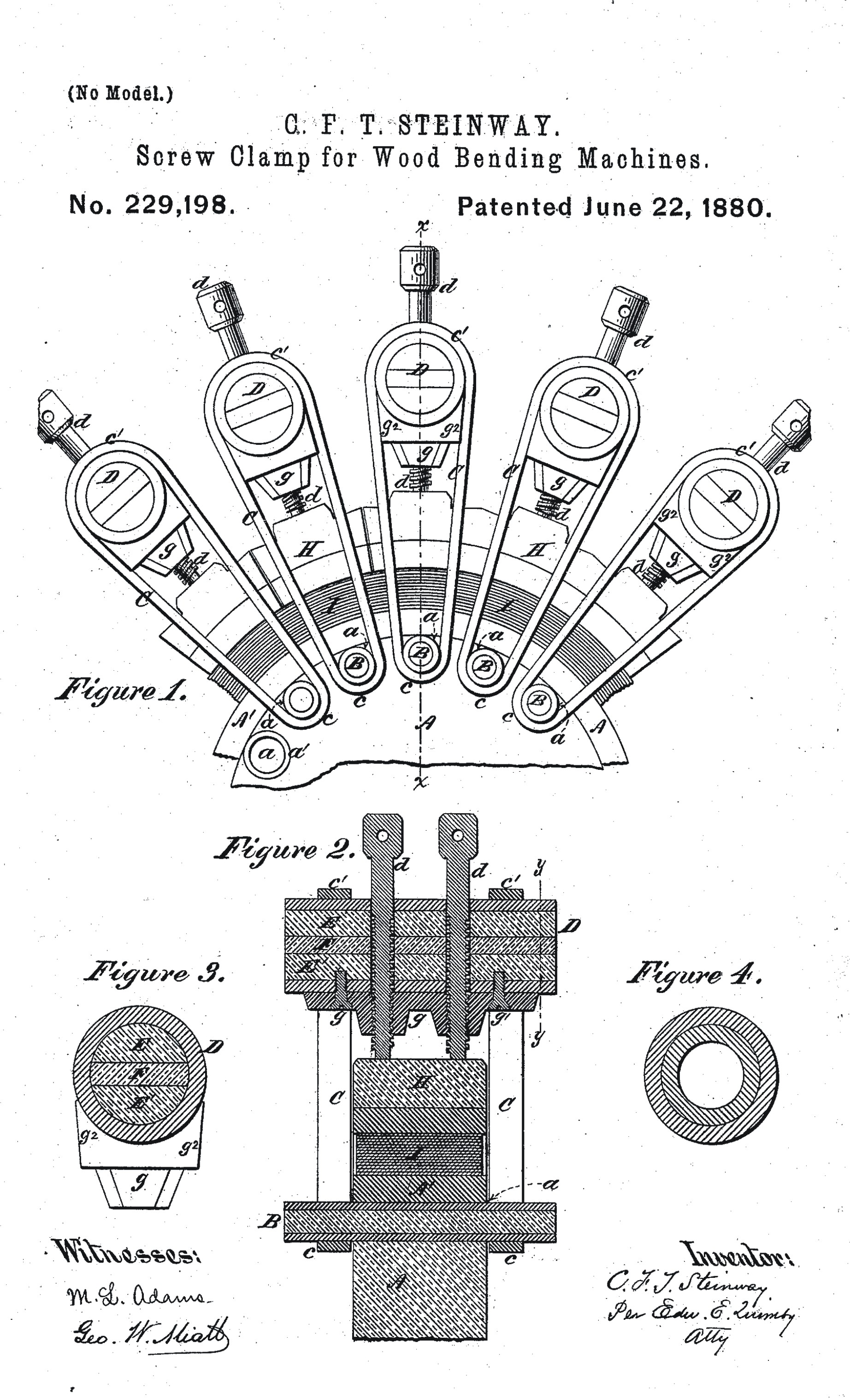
Rim-Patent für Holzbiegemaschine, 1880

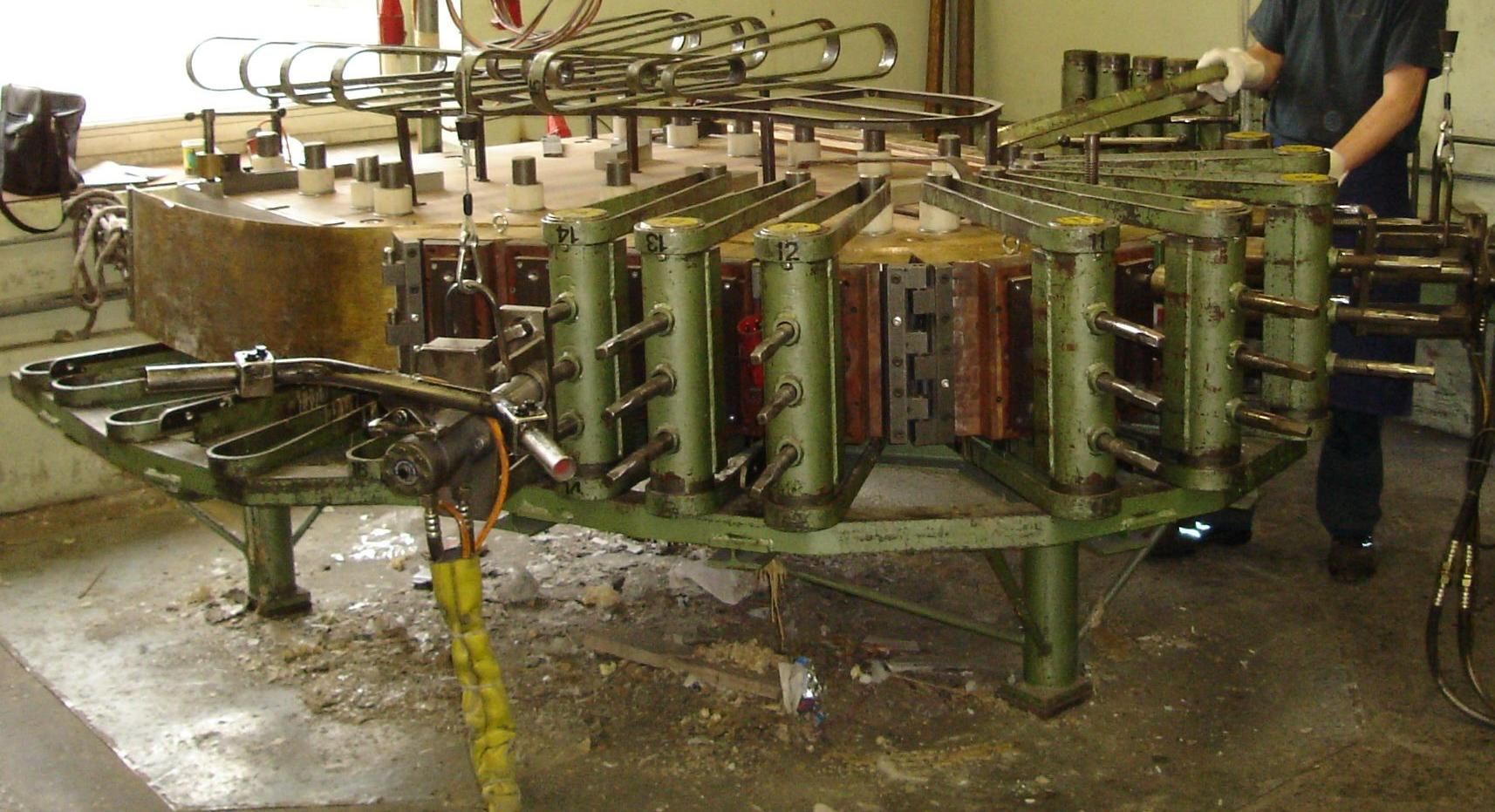
Rimbiegeblock bei Steinway in Hamburg

Eine Auswahl der über 125 eingetragenen Steinway-Patente:
- Die Agraffeneinrichtung (1855), welche die Widerstandsfähigkeit des Rahmens gegen den Zug der Saiten erhöht.
- Kreuzsaitige Mensur (1859), Vorteile durch verlängerte Stege und deren Verschiebung zur Mitte des Resonanzbodens, wodurch größere Resonanzflächen in Schwingung versetzt werden.
- Vibrierender Resonanzbodensteg mit akustischen Klangpfosten (1869), beruhend auf der Tonleitung durch Stäbe, und besonders bei Pianinos und Flügeln von kleinerer Dimension angewendet.
- Ringsteg am Resonanzboden (1869), wodurch eine bis dahin unerreichte Gleichheit der Klangfarbe im Übergang von den glatten zu den übersponnenen Saiten erzielt wird.
- Mechanik-Tubengestell (1869).
- Duplex-Skala (1872), die im Diskant die Obertonfülle erheblich erweitert.
- Tonhaltevorrichtung (1875), das sogenannte Sostenuto-Pedal.
- Überarbeitete Metallrahmenkonstruktion Cupola (1875).
- Klaviaturrahmenstellschraube (1879).
- Rimbiege-Patent (1880) für eine Spannvorrichtung zum Formen der Flügelkontur aus verleimten Holzfurnierstreifen.
- Durch Flügel-Diskantglocke (1885) stabilisierte Gussplatte im Diskant.